# Brittiska F5000-mästerskapet
Brittiska F5000-mästerskapet var ett race som var ett brittiskt formel 5000-mästerskap som kördes mellan 1969 och 1976.

## Historia
RAC instiftade ett F5000-mästerskap till 1969 som attraherade privata team och förare som tidigare ställt upp i brittiska formel 1-lopp utanför världsmästerskapet. Även om det var ett brittiskt mästerskap lockade det utländska förare och deltävlingar hölls också på banor utanför Storbritannien, som Monza, Hockenheimring och Zandvoort.
Intresset för formel 5000 minskade i mitten av 1970-talet och mästerskapet öppnades för F1-bilar och serien ersattes till slut av brittiska F1-mästerskapet.

## Vinnare av brittiska F5000-mästerskapet
| År   | Förare          | Bil                 |
| ---- | --------------- | ------------------- |
| 1969 | Peter Gethin    | McLaren M10A        |
| 1970 | Peter Gethin    | McLaren M10B        |
| 1971 | Frank Gardner   | Lola T192 Lola T300 |
| 1972 | Gijs van Lennep | Surtees TS11        |
| 1973 | Teddy Pilette   | Chevron B24         |
| 1974 | Bob Evans       | Lola T332           |
| 1975 | Teddy Pilette   | Lola T400           |
| 1976 | David Purley    | Chevron B30         |